# Chris Smith (baloncestista de 1999)
Sean Christian "Chris" Smith (Chicago, Illinois; 24 de diciembre de 1999) es un jugador de baloncesto estadounidense que pertenece a la plantilla del Ironi Kiryat Ata B.C. de la Ligat ha'Al. Con 2,06 metros de estatura, juega en la posición de alero.

## Trayectoria deportiva

### Universidad
Jugó tres temporadas con los Bruins de la Universidad de California en Los Ángeles, en las que promedió 8,0 puntos, 3,8 rebotes y 1,2 Asistencias por partido. En su temporada júnior promedió 13,1 puntos y 5,4 rebotes, lo que le valió un puesto en el mejor quinteto de la Pac-12 Conference, siendo elegido además jugador más mejorado de la confeencia.
Después de la cuarta temporada, Smith se declaró elegible para el draft de la NBA, mientras conservaba la opción de regresar a UCLA. Se otorgó un año adicional de elegibilidad a los atletas debido a la pandemia COVID-19, pero finalmente permaneció en el draft.

#### Estadísticas
| Año     | Equipo | PJ  | PT | MPP  | %TC  | %3P  | %TL  | RPP | APP | ROB | TPP | PPP  |
| ------- | ------ | --- | -- | ---- | ---- | ---- | ---- | --- | --- | --- | --- | ---- |
| 2017–18 | UCLA   | 33  | 0  | 13.1 | .439 | .179 | .585 | 1.9 | .5  | .2  | .2  | 3.9  |
| 2018–19 | UCLA   | 33  | 12 | 19.6 | .405 | .281 | .719 | 3.7 | 1.3 | .4  | .3  | 6.3  |
| 2019–20 | UCLA   | 31  | 26 | 28.3 | .458 | .341 | .840 | 5.4 | 1.6 | 1.0 | .4  | 13.1 |
| 2020–21 | UCLA   | 8   | 8  | 28.0 | .438 | .500 | .794 | 6.4 | 2.0 | .9  | .5  | 12.6 |
| Total   | Total  | 105 | 46 | 20.8 | .438 | .316 | .757 | 3.8 | 1.2 | .6  | .3  | 8.0  |

### Profesional
Tras no ser elegido en el Draft de la NBA de 2021, el 17 de agosto firmó contrato dual con los Detroit Pistons, que le permitía jugar también en el filial de la G League, los Motor City Cruise. Jugó en el filial pero no llegó a debutar en la NBA, tras ser despedido después de una lesión.
El 1 de enero de 2023  fue adquirido por los Salt Lake City Stars, pero fue despedido el 9 de noviembre. El 24 de noviembre, se unió a los Grand Rapids Gold, pero fue despedido el 9 de diciembre, para ser readmitido seis días después. El 2 de enero de 2024 fue despedido, pero se reincorporó a ellos el 8 de enero, durando cinco días hasta que lo despidieron definitivamente. Tres días después se unió a los Iowa Wolves.
El 6 de mayo de 2024 fichó por el Montreal Alliance de la Canadian Elite Basketball League.
El 14 de octubre de 2024 fichó por el Ironi Kiryat Ata de la Ligat ha'Al israelí.